# Holyport
Holyport is een plaats in het bestuurlijke gebied Windsor and Maidenhead, in het Engelse graafschap Berkshire. De plaats is onderdeel van civil parish Bray.